# Roberta Oliaro
Roberta Oliaro (Genova, 29 gennaio 1965) è una politica italiana.

## Biografia

### Elezione a deputato
Alle elezioni politiche del 2013 è candidata alla Camera dei Deputati, nella circoscrizione Liguria, come capolista di Scelta Civica per l'Italia, venendo eletta deputata della XVII Legislatura.
A luglio 2016 è tra coloro i quali si schiera contro la fusione di Scelta Civica con Alleanza Liberalpopolare-Autonomie (ALA) di Denis Verdini, pertanto abbandona il partito assieme ad altri 14 deputati e dà vita al gruppo parlamentare Civici e Innovatori.[2]